# Berthold Altaner
Berthold Altaner (pol. Bertold Altaner; ur. 10 września 1885 we wsi Góra św. Anny, zm. 30 stycznia 1964 w Bad Kissingen) – śląski duchowny katolicki, historyk Kościoła i patrolog, profesor.

## Życiorys
Berthold Altaner urodził się w rodzinie Ignaza Altanera (1843–1922) i Anny z d. Glińska (zm. 1923) 10 września 1885 na Górze św. Anny. Ojciec Bertholda był kupcem, matka prowadziła gospodarstwo domowe. Rodzice matki osiedlili się na Górze św. Anny w wyniku represji po powstaniu styczniowym. Dziadek ze strony matki był piekarzem. Dom Altanerów, jak to podkreślał sam Altaner, był polski. Również duszpasterstwo w miejscowym kościele było polskie. O. Altaner uczęszczał do miejscowej szkoły powszechnej, a następnie, po przeniesieniu się wraz z rodzicami do Królewskiej Huty, od 1897 chodził do miejskiego gimnazjum. Po zdaniu matury rozpoczął studia filozoficzno-teologiczne na Uniwersytecie Wrocławskim. W 1909 rozpoczął bezpośrednie przygotowania do przyjęcia święceń kapłańskich w arcybiskupim alumnacie we Wrocławiu. Z rąk kardynała Georga Koppa przyjął kolejno: 18 grudnia 1909 tonsurę i cztery tzw. święcenia niższe (ostiariat, lektorat, egzorcystat i akolitat), 17 marca 1910 subdiakonat, 19 marca 1910 diakonat, zaś 20 kwietnia 1910 w kościele św. Krzyża we Wrocławiu święcenia kapłańskie. Pracując w szkole prowadzonej przez elżbietanki − Zakład św. Agnieszki − ks. Altaner studiował dalej na Uniwersytecie Wrocławskim. W 1911 obronił pracę doktorską Venturino von Bergamo OP 1304-1346. Eine Biographie. W tym samym roku został wikariuszem w Lubaniu. W 1912 przeniesiono go do Gliwic, gdzie podjął pracę pedagogiczną w tamtejszych szkołach średnich. W 1918 kard. Adolf Bertram udzielił mu pozwolenia na otwarcie przewodu habilitacyjnego, jednocześnie czyniąc go wikarym we wrocławskiej katedrze. Kolokwium habilitacyjne na podstawie pracy Der Armutsgedanke beim heiligen Dominikus odbyło się 24 października 1919.
Po nałożeniu ekskomuniki na ks. prof. Josepha Wittiga w 1925 ks. Altaner rozpoczął wykłady z patrologii i starożytnej historii Kościoła jako profesor nadzwyczajny. W semestrze 1928−1929 wykładał historię Kościoła i prawo kościelne na państwowej Akademii w Braniewie. Katedrę starożytnej historii Kościoła i patrologii w Uniwersytecie Wrocławskim ks. Altaner otrzymał w październiku 1929. Od tego momentu otrzymał tytuł profesora zwyczajnego. W latach 1927−1933 współredagował Breslauer Studien zur historischen Theologie. W roku akademickim 1931−1932 wybrano go dziekanem Wydziału Teologii Katolickiej. Po dojściu do władzy Adolfa Hitlera ks. Altaner został pozbawiony profesury uniwersyteckiej i przeniesiony na przymusową emeryturę. Powodem represji była przynależność do Związku Pokojowego Katolików Niemieckich, dążącego m.in. do pojednania z narodem polskim. Metropolita wrocławski ponownie mianował ks. Altanera wikariuszem w parafii katedralnej 1 marca 1934. Patrolog poświęcił się pracy naukowej, pisał książki, publikował też artykuły na łamach Katolisches Sonntagsblatt der Diözese Breslau. W tym okresie powstało nowe opracowanie podręcznika patrologii Rauschena-Wittiga, stanowiące syntezę ówczesnej wiedzy o Ojcach Kościoła. Publikacja ta miała od 1938 do 1966 7 wydań i przetłumaczona została na 5 języków. W 1945 prof. Altaner opuścił wraz z niemieckimi uchodźcami Wrocław. W 1946 objął katedrę starożytnej historii Kościoła i patrologii Uniwersytetu w Würzburgu. W 1950 przeszedł na emeryturę. W 1960 otrzymał tytuł doctor honoris causa Uniwersytetu w Strasburgu. Ks. Altaner zmarł 30 stycznia 1964 po długiej chorobie. Został pochowany na cmentarzu w Würzburgu.

## Publikacje
- Der hl. Dominikus: Untersuchungen und Texte. Breslau: G. P. Aderholz Buchhandlung, 1922. (niem.). Brak numerów stron w książce
- Die Dominikanermissionen des 13. Jahrhunderts: Forschungen zur Geschichte der kirchlichen Unionen und der Mohammedaner - und Heidenmission des Mittelalters. Habelschwerdt: Frankes Buchhandlung, 1924, seria: Breslauer Studien zur Historischen Theologie. (niem.). Brak numerów stron w książce
- Patrologie: Leben, Schriften und lehre der Kirchenväter. Freiburg: Herder, 1959. (niem.). Brak numerów stron w książce
- Kleine patristische Schriften. Berlin: Akademie Verlag, 1967. (niem.). Brak numerów stron w książce
- Berthold Altaner, Alfred Stuiber, Paweł Pachciarek (tłum.): Patrologia: życie, pisma i nauka Ojców Kościoła. Warszawa: Pax, 1990. ISBN 83-211-1079-7. Brak numerów stron w książce